# Ochthocosmus berryi
Ochthocosmus berryi är en tvåhjärtbladig växtart som beskrevs av J.A. Steyerm.. Ochthocosmus berryi ingår i släktet Ochthocosmus och familjen Ixonanthaceae. Inga underarter finns listade i Catalogue of Life.